# Wolfgang Rabbel
Wolfgang Rabbel (* 1957) ist ein deutscher Geophysiker und ehemaliger Hochschullehrer.

## Leben und Wirken
Rabbel vollzog den Großteil seiner Ausbildung an der Christian-Albrechts-Universität zu Kiel, an der er 1982 sein Geophysik-Studium mit dem Diplom abschloss, anschließend bis 1989 als wissenschaftlicher Mitarbeiter wirkte und bis 1987 über die „Seismische Erkundung oberflächennaher Störzonen“ promovierte. Von 1989 bis 1995 war er als Assistant Professor tätig und erlangte schließlich 1994 seine Habilitation. Seit Juli 1995 ist er Professor für Geophysik an der Universität Kiel, war seit dem Leiter verschiedener Arbeitsgruppen (Seismik, Ingenieursgeophysik, oberflächennahe und angewandte Geophysik) und war zeitweise Direktor des gesamten Instituts für Geowissenschaften.
Rabbel leitete zahlreiche Forschungsprojekte, insbesondere aus den Bereichen Archäometrie, Ingenieur- und Hydrogeophysik, Marine Geophysik, Seismik und Seismologie. Stand 2024 war er an 18 DFG-Forschungsprojekten beteiligt, wovon er mehrere Projekte der KTB-Bohrung leitete.
Ende 2023 zog sich Rabbel nach über 40 Jahren an der Universität Kiel in den emeritierten Ruhezustand zurück.

## Schriften
- Seismische Erkundung oberflächennaher Störzonen. Strahlentheoretische Grundlagen und Feldbeispiele. Universität, Kiel 1987 (Dissertation)
- Seismische Anisotropie der kristallinen Kruste im Feldexperiment. Universität, Kiel 1994 (Habilitationsschrift)
- R. Kirsch & W. Rabbel: Seismische Verfahren in der Umweltgeophysik in: Martin Beblo (Hrsg.): Umweltgeophysik, Ernst & Sohn Verlag f. Architektur und technische Wissenschaften, Berlin 1997, ISBN 3-433-01541-4
- Dirk Gajewski und Wolfgang Rabbel (Editoren): Seismic Exploration of the Deep Continental Crust: Methods and Concepts of DEKORP and Accompanying Projects. Birkhäuser Basel 1999, ISBN 978-3-7643-6210-2, ISBN 3-7643-6210-3